# Stavros Niarchos
Stavros Spyros Niarchos (en griego: Σταύρος Σπύρος Νιάρχος; 3 de julio de 1909 - 16 de abril de 1996) fue un magnate y multimillonario griego. A partir de 1952, hizo construir los barcos petroleros más grandes del mundo para su flota. Beneficiándose tanto de la crisis de Suez como de la creciente demanda de hidrocarburos, se convirtió en uno de los gigantes del transporte mundial del petróleo, junto con su compatriota y rival Aristóteles Onassis. 
Niarchos también fue un notable coleccionista de arte así como criador de caballos purasangre, siendo varias veces el principal propietario y el número uno en las listas hípicas francesas.

## Primeros años
Stavros nació en Atenas en una familia acomodada, hijo de Spyros Niarchos y de su esposa, Eugenie Koumantaros, una rica heredera. Su tatarabuelo, Philippos Niarchos, consignatario griego en La Valeta, se había casado con una hija de una familia noble en Malta, cuya descendencia más joven se había mudado a Grecia para establecerse en un negocio comercial con Malta. 
Sus padres eran estadounidenses naturalizados que habían sido dueños de un almacén en Buffalo, Nueva York, antes de regresar a Grecia, tres meses antes de su nacimiento. Estudió en la mejor escuela privada de la ciudad, cursó derecho en la Universidad de Atenas, y después comenzó a trabajar para sus tíos maternos en el negocio de granos de la familia Koumantaros.

## Carrera de armador
Niarchos fue oficial de la armada griega durante la Segunda Guerra Mundial. El conflicto supuso que buena parte de la flota comercial que había desarrollado con su tío fuera destruida. Utilizó unos dos millones de dólares en la liquidación de seguros para construir una nueva flota. Su activo más famoso era el yate Atlantis, actualmente conocido como Issham al Baher después de haber sido regalado al Rey Fahd de Arabia Saudita.
Más adelante fundó la Niarchos Ltd, una compañía naviera internacional que operaba más de 80 petroleros en todo el mundo. Aristóteles Onassis fue su principal rival en el negocio de los fletes. En 1952, se construyeron superpetroleros de alta capacidad para las flotas rivales de Niarchos y de Onassis, quienes afirmaban ser dueños del buque tanque más grande del mundo. En 1955, Vickers Armstrongs Shipbuilders Ltd lanzó el 30.708 SS Spyros Niarchos. Ese mismo año, bautizó el superpetrolero más grande del mundo con el nombre de su segundo hijo recién nacido, Spyros. 
En 1956, la crisis del canal de Suez aumentó considerablemente la demanda del tipo de buques de gran tonelaje que poseía Niarchos. El negocio floreció y se convirtió en multimillonario. 

## Vida personal

### Matrimonios
Niarchos se casó cinco veces: 
- Con Helen Sporides en 1930, hija del almirante Constantine Sporides. El matrimonio duró un año.
- Con Melpomene Capparis en 1939, viuda de un diplomático griego,[7] de la que se divorció en 1947.[8]
- Con Eugenia Livanos en 1947, hija del magnate naviero Stavros G. Livanos. Se divorciaron en 1965; Eugenia murió en 1970 a la edad de 44 años, después de una sobredosis de barbitúricos. 
  - Durante este matrimonio tuvo una aventura con Pamela Churchill (más tarde Pamela Harriman).
- Con Charlotte Ford en 1966, hija del magnate automovilístico Henry Ford II, en México. Su hija Elena Anne Ford, nació seis meses después. Cuando el matrimonio terminó en divorcio al año siguiente, Niarchos regresó con su exesposa, Eugenia. No fue necesario volverse a casar, ya que el divorcio mexicano de la pareja en 1965 no había sido reconocido por las leyes griegas.[1]
- Con Athina Spencer-Churchill, la hermana de su tercera esposa, Eugenia, en 1971. La marquesa de Blandford, Athina, había sido la primera esposa de Aristóteles Onassis. Murió de una sobredosis en 1974.

Desde finales de la década de 1970 hasta su muerte, estuvo vinculado a la Princesa Firyal de Jordania. También se decía que estaba vinculado a la princesa María Gabriella de Saboya. 

### Hijos
Niarchos tuvo dos hijas y tres hijos: 
- De su tercera esposa, Eugenia Livanos, de quien nunca se divorció según la ley griega: 
  - Maria Isabella Niarchos, criadora de caballos purasangre. Casada con Stephane Gouazé. Madre de dos hijos: Artur Gouazé y Maia Gouazé.
  - Philippos, también conocido como Philippe Niarchos, coleccionista de arte. Casado en 1984 con su tercera esposa Victoria Guinness (n. 1960), hija menor de Patrick Benjamin Guinness y de la baronesa Dolores von Fürstenberg-Hedringen. Tuvieron cuatro hijos: Stavros Niarchos (n. 1985, esposo de Dasha Zhukova), Eugenie Niarchos (n. 1986), Theodorakis Niarchos (n. 1991), Electra Niarchos (n. 1995).
  - Spyros (n. 1955) se casó en 1987 (y se divorció en 1999) con Daphne Guinness (n. 1967), hija de Jonathan Guinness, tercer barón Moyne y de su segunda esposa Suzanne Lisney. Tuvieron tres hijos: Nicolas Stavros Niarchos (n. 1989), Alexis Spyros Niarchos (n. 1991) e Inés Niarchos (n. 1995). Spyros es un buen amigo del príncipe Ernesto Augusto de Hannover, y fue el padrino en su boda con la princesa Carolina de Mónaco.
  - Konstantin o Constantine Niarchos (1962-1999); casado en 1987 (luego divorciado) con la Princesa Alessandra Borghese; se casó en segundas nupcias con la artista brasileña Sylvia Martins. Fue el primer griego en escalar el monte Everest. A su muerte por una sobredosis de cocaína en 1999, The Independent (Reino Unido) informó que había dejado mil millones de dólares como parte de la herencia de su difunto padre.
- De su cuarta esposa; Charlotte Ford: 
  - Elena Ford (n. 1966) se casó en 1991 (luego divorciada) con Stanley Jozef Olender; y se casó en segundas nupcias en 1996 con Joseph Daniel Rippolone (luego divorciada).

### Muerte
Stavros murió en 1996, en Zúrich. Está enterrado en la tumba familiar en el cementerio de Bois-de-Vaux en Lausana. A su muerte, su fortuna se estimó en cinco mil millones de dólares. Cuando Niarchos murió, dejó el 20% de su fortuna a un fideicomiso caritativo a establecer en su nombre y la otra parte a sus tres hijos e hija Maria por su matrimonio con la heredera griega Eugenia Livanos, un sobrino y un sobrino nieto. Excluyó de su testamento notablemente a Elena Ford, su hija con su exesposa Charlotte. Elena impugnó la herencia ante los tribunales suizos y griegos por su décima parte, estimada en unos 700 millones de libras esterlinas.

## Coleccionismo y caballos de carreras
Stavros Niarchos fue uno de los coleccionistas de arte más poderosos del siglo XX; su cuadro predilecto era una Piedad pintada por El Greco y logró comprar un formidable conjunto de 58 obras impresionistas y modernas que el actor Edward G. Robinson tuvo que vender en 1956 al divorciarse de su esposa Gladys Lloyd.  
Niarchos fue también reconocido por su cuadra de caballos. Comenzó a invertir en las carreras de caballos a principios de la década de 1950 y ganó su primera carrera con Pipe of Peace en el Middle Park Stakes. Después de dejar el negocio durante aproximadamente dos décadas, regresó en la década de 1970 y finalmente formó una cuadra de caballos de carreras de gran éxito que compitieron en Francia y el Reino Unido. Adquirió la granja de cría de caballos Haras de Fresnay-le-Buffard en Neuvy-au-Houlme, Francia, y la Oak Tree Farm en Lexington, Kentucky, donde en 1984 crio a su caballo más exitoso, Miesque. Niarchos fue el propietario más importante de Francia en dos ocasiones (1983, 1984) y encabezó la lista de criadores tres veces (1989, 1993, 1994). Sus caballos premiados fueron entrenados por François Boutin, cuya habilidad fue un elemento vital del éxito de Niarchos en este campo.
Después de su muerte en 1996, su hija Maria Niarchos-Gouazé se hizo cargo de las operaciones de las carreras. Ella también tuvo éxito, y su potro Bago ganó la carrera más importante de Francia, el Prix de l'Arc de Triomphe, en 2004, y su potranca Divine Proportions se hizo con el Prix de Diane 2005 al ganar 9 de sus 10 carreras, hasta que una lesión grave en un tendón acortó su presencia en las carreras.